# Cantó de Bourg-en-Bresse-Est
El cantó de Bourg-en-Bresse-Est era una divisió administrativa francesa del departament de l'Ain. Comptava amb part del municipi de Bourg-en-Bresse. Va existir de 1982 a 2015.

## Municipis
- Bourg-en-Bresse

## Història
| Data d'elecció | Identitat         | Partit | Qualitat |
| -------------- | ----------------- | ------ | -------- |
| 1982-1988      | Françoise Convert | RPR    |          |
| 1988-2015      | Rachel Mazuir     | PS     |          |

## Demografia
| A partir de 1990: Població sense dobles comptes |